# Aditya Birla Group
Aditya Birla Group — индийский международный конгломерат со штаб-квартирой в районе Ворли, Мумбаи, Индия. Предприятия входящие в состав конгломерата ведут деятельность в 24 странах. Основан Сетом Шивом Нараяном Бирлой (англ.) в 1857 году. Предприятия конгломерата работают в текстильной, химической, цементной и телекоммуникационной отраслях, а также в области финансов.
Оборот конгломерата в 2021/22 финансовом году составил 3,56 трлн рупий ($48 млрд), он был третьим крупнейшим в Индии конгломератом после Tata Group с оборотом $116 млрд и Reliance Industries с оборотом $97 млрд.

## История
История группы началась во второй половине XIX века, когда Сет Шив Нараян Бирла создал компанию по торговле хлопком и джутом. В 1919 году внук основателя расширил семейный бизнес, открыв фабрику по переработке джута. Семья Бирла поддерживала движение за независимость Индии, и после обретения страной самостоятельности сохраняла значительное влияние, несмотря на социалистическую ориентацию правительства Индии. Уже в 1947 году была основана текстильная компания Grasim Industrial; в 1950 году она начала производство вискозной ткани из импортного волокна, а позже освоила собственное производство вискозы. В 1966 году был поглощён другой производитель вискозы, Indian Rayon Corporation, позже он развился в одну из основных составляющих группы Бирла Aditya Birla Nuvo.
В 1958 году основана металлургическая дочерняя компания Hindalco, в 1962 году она начала производство алюминия, а позже и меди. В 1967 году компания построила собственную электростанцию.
В конце 1960-х семейный бизнес возглавил Адитья Бирла, которому тогда было всего 24 года. При нём группа начала расширять деятельность в другие страны. В 1969 году в Таиланде была создана компания Thai Synthetics по производству и экспорту синтетических волокон, в начале 1970-х годов там же были основаны компании по производству тканей из льна, вискозы и полиэстера. В 1978 году также в Таиланде была основана компания по производству сажи Thai Carbon Black. В 1975 году открыта текстильная фабрика на Филиппинах, а 1978 году дочерняя компания Pan Century Edible Oils начала производство пальмового масла и других пищевых жиров в Малайзии. В 1982 году открыта вискозная фабрика в Индонезии. В 1985 году Grasim расширила сферу деятельности в производство цемента. Позже в 1980-х годах в Таиланде было открыто несколько химических заводов.
В 1995 году группу возглавил Кумар Мангалам Бирла; к этому времени группе принадлежало 55 предприятий, оборот группы составлял 80 млрд рупий. В этом же году группа вышла в сферу телекоммуникаций, создав совместное предприятие с AT&T. В 2000 году оно объединилось с Tata Communications в одну из крупнейших в Индии телекоммуникационных групп. Также в 2000 году была поглощена компания по производству алюминия Indal, она была объединена с Hindalco. В 1999 году было основано финансовое подразделение в рамках совместного предприятия с канадской страховой компанией Sun Life Financial. В 2001 году была создана компания в области информационных технологий Birla Technologies. Покупка канадского производителя вискозы Atholville Pulp Mill сделала Aditya Birla крупнейшей компанией в этой сфере. В 2002 году был запущен мобильный оператор Idea Cellular. В 2003 году были куплены медные рудники Nifty Copper в Западной Австралии. В том же году в КНР было открыто предприятие по производству сажи Liaoning Birla Carbon.
В 2007 году была создана финансовая компания Aditya Birla Financial Services, в 2017 году она была переименована в Aditya Birla Capital. Также в 2007 году была куплена американская компания Novelis, крупнейший в мире производитель алюминиевого проката.
В 2017 году две компании группы, Aditya Birla Nuvo и Grasim, объединены под названием Grasim Industries. В 2018 году Idea Cellular и Vodafone India объединились в Vodafone Idea, одного из крупнейших мобильных операторов Индии. В 2020 году производство удобрений было выделено в самостоятельную компанию Indo Rama Corporation.

## Основные компании группы
Группа является частной, однако в неё входят 8 компаний, чьи акции котируются на индийских фондовых биржах. В этих компаниях значительный пакет акций принадлежит Aditya Birla Management Corpiration, частной компании, зарегистрированной в 1999 году; кроме этого, компании группы владеют небольшими пакетами акций друг друга.

### Hindalco Industries
Основана в 1958 году. Занимается производством алюминия и меди. Две трети выручки приходится на базирующуюся в США дочернюю компанию Novelis, крупнейшего в мире производителя алюминиевого листа; на другие алюминиевые операции приходится 17 % выручки, на медное производство — 19 %. На США и Индию приходится по 23 % выручки, также присутствует в Бразилии, Южной Корее, КНР, Великобритании и Германии. Оборот в 2022 году составил 1,95 трлн рупий ($23,4 млрд), 35,9 тыс. сотрудников. В 2022 году заняла 644-е место среди крупнейших публичных компаний мира

### Grasim Industries
Основана в 1947 году. Занимается производством цемента (55 % выручки), финансовыми услугами (23 %), производством вискозы (13 %), химикатами (7 %), а также производит ткани, изоляторы и занимается солнечной энергетикой. В компании работает 39,4 тыс. сотрудников, её оборот в 2022 году составил 957 млрд рупий ($11,5 млрд); на Индию приходится 94 % выручки, предприятия находятся в штатах Мадхья-Прадеш, Махараштра, Гуджарат и Западная Бенгалия. В 2022 году заняла 827-е место среди крупнейших публичных компаний мира.

### UltraTech Cement
Крупнейший производитель цемента в Индии. Первый цементный завод начал работу в 1980 году в составе Grasim, в 1999 году была куплена компания Narmada Cement Company, а в 2004 году у Larsen & Toubro было куплено их цементное подразделение, тогда же все эти активы были объединены в компанию UltraTech Cement; позже было куплено ещё три индийские цементные компании. Компании принадлежит 23 цементных завода и 130 предприятий по замесу бетона; оборот в 2022 году составил 519 млрд рупий ($6,2 млрд).

### Aditya Birla Capital
Компания предоставляет различные финансовые услуги, включая страхование жизни (56 % выручки), небанковские финансовые услуги (26 %), медицинское страхование (7 %), управление активами (6 %), ипотечное кредитование (6 %). Выручка в 2022 году — 222 млрд рупий ($2,7 млрд), вся деятельность приходится на Индию.

### Aditya Birla Sun Life AMC
Компания по управлению инвестиционными фондами, совместное предприятие Aditya Birla Capital (50 %) и Sun Life Financial (36,5 %). Имеет дочерние офшорные компании на Маврикии, в Сингапуре и Дубае. Выручка — 13,4 млрд рупий ($160 млн).

### Aditya Birla Money
Компания предоставляет брокерские услуги на фондовых и товарно-сырьевых рынках. Основана в 1995 году.

### Aditya Birla Fashion & Retail
Компания занимается производством и продажей одежды. Компания Madura Garments была основана в 1988 году и куплена группой Aditya Birla в 1999 году; в 2012 году была куплена сеть магазинов по торговле одеждой Pantaloons; эти две компании были в 2015 году объединены под названием Aditya Birla Fashion & Retail. Компании принадлежат бренды одежды и аксессуаров Louis Philippe, Van Heusen, Allen Solly и Peter England, а также права на использование ряда международных брендов на территории Индии. Оборот — 124 млрд рупий ($1,5 млрд), 24,8 тыс. сотрудников, розничная сеть насчитывает около 4 тыс. магазинов, ещё в 25 тыс. магазинов имеются отделы.

### Vodafone Idea
Оператор мобильной связи, образованный в августе 2018 года слиянием Vodafone India и Idea Cellular. По состоянию на март 2023 года был третьим крупнейшим в Индии и 10-м в мире по количеству абонентов (237 млн). Aditya Birla Group принадлежит в компании 17 % акций, у Vodafone — 31 %, у правительства Индии — 33 %. Оборот в 2022 году составил 385 млрд рупий ($4,6 млрд).

## Ключевые фигуры

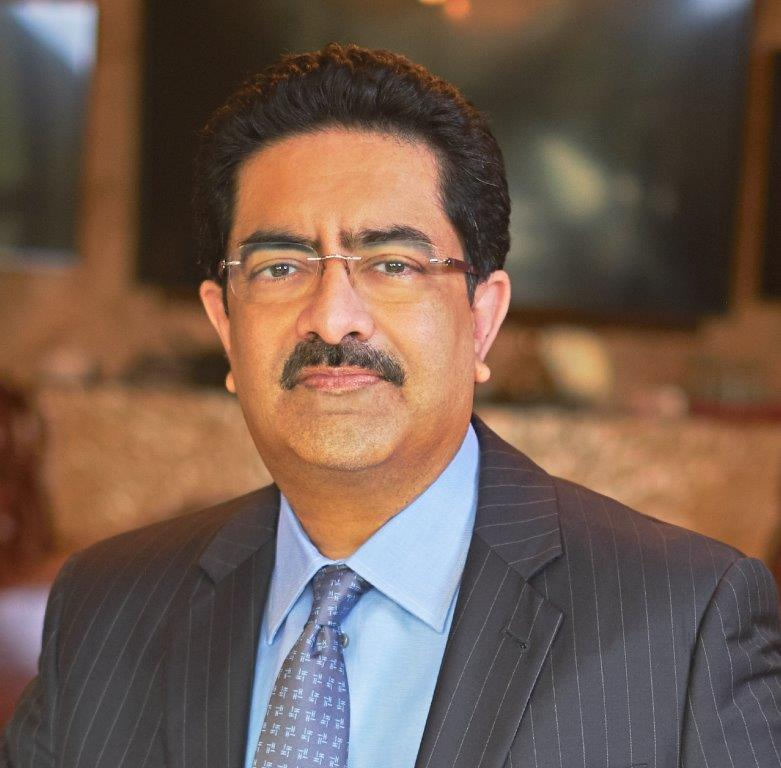
Кумар Мангалам Бирла (2019 год)

Кумар Мангалам Бирла (англ.), род. 14 июня 1967 года в Калькутте) — председатель совета директоров группы и её основных компаний с 1995 года. Окончил Мумбайский университет и Лондонскую школу бизнеса. По версии журнала Forbes по состоянию на 2023 год с капиталом 14 млрд долларов был 9-м по богатству человеком Индии и 124-м в мире. В руководстве группой принимают участие его дочь Ананья Бирла (также известная в Индии певица) и сын Арьяман Бирла (в прошлом профессиональный крикетист).